# Prohydata propinqua
Prohydata propinqua là một loài bướm đêm trong họ Geometridae.